# Generativ grammatik
Generativ grammatik är ett samlingsnamn för syntaktiska teorier inom språkvetenskapen som syftar till att både beskriva och förklara språkets syntaktiska form. Teorin om en generativ grammatik har sitt ursprung i de idéer som den amerikanske lingvisten Noam Chomsky introducerade under 1950-talet främst genom boken Syntactic Structures från 1957 som var baserad på hans avhandling. Fokus ligger på att representera den underliggande grammatiska strukturen för ett yttrande i naturligt språk  genom att korrekt förutspå vilka syntaktiska strukturer som är möjliga och omöjliga i ett givet språk, språkets grammatikalitet.

## Teoretiska utgångspunkter
Den generativa grammatiken syftar till att teoretiskt redogöra för hur det kommer sig att barn lär sig sitt modersmål inom sina första levnadsår, utan att under den tiden ha stött på språkets alla möjliga strukturer. Det är ett fenomen som inom generativ grammatik kallas för poverty of stimulus och är ursprunget för idén om att det finns en inre grammatik som varje människa är utrustad med från födseln.  Den generativa grammatiken har också som målsättning att redogöra för hur det kommer sig att alla barn har samma anlag för språkförmåga. Det är den språkliga miljön som avgör vilka språk ett barn tillägnar sig, men alla barn lär sig språken på ett likartat sätt i en universell språkutveckling. Alla människors medfödda språkförmåga och inre grammatik är grunden till det som inom generativ grammatik kallas för Universell grammatik.

### Metod
I samband med att teorin infördes presenterade Chomsky en fundamental skiljelinje mellan människas språkliga performans, de faktiska usagorna i språket, och människans språkliga kompetens, utsagor som är möjliga i språket. Han argumenterade för att forskning inom lingvistisk teori skulle studera människans språkliga kompetens och inte språklig korpus för att dra slutsatser om mentala representationer för människans universella grammatik. Den förändrade riktningen ledde till att lingvistiken kom att bli ett fält inom kognitionsvetenskapen. Det är också bakgrunden till att forskningen inom generativ grammatik sedan införandet använder grammatikalitetsbedömningar (Grammaticality judgements) från modersmålstalare som sin evidens. Metoden bygger på att en modersmålstalare använder sin språkliga intuition och bedömer syntaktiska strukturer som antingen välformade eller inte överensstämmande med språkets syntax. Metoden har kritiserats för att vara alltför naiv och inte tillräckligt kontrollera för systematisk skevhet.

## Utvecklingen av Chomskys generativa grammatik

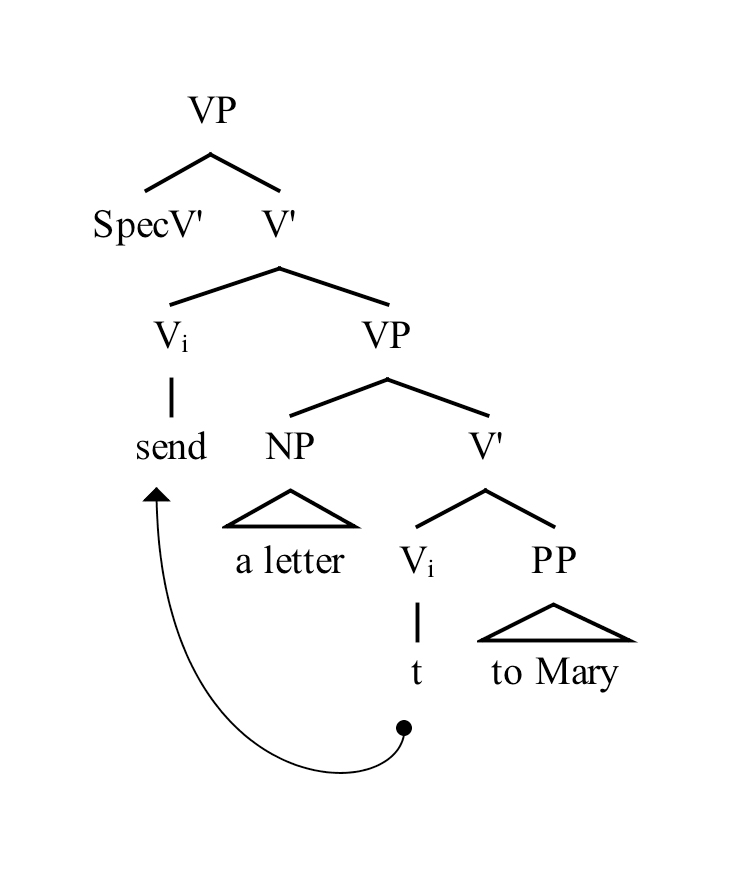
Träddiagram som visar syntaktisk förflyttning av verbfrasens huvudord "send".

I den tidiga versionen av generativ grammatik görs antagandet om att språkets syntax representeras med frasstruktur i två nivåer, djup-struktur (D-struktur) och ytstruktur (S-struktur). Språkets syntaktiska djupstruktur går att beskriva och förklaras genom teoretisk härledning av ytstrukturen, som är densamma som språkets fonetiska form. Den syntaktiskteoretiska operation som presenterades av Chomsky för att möjliggöra dessa härledningar var syntaktisk förflyttning, transformationer, enligt en uppsättning syntaktiska regler, vilket gav namnet "transformationsgrammatik" åt detta teoretiska ramverk.  Senare har teorin kallats princip- och parameterteorin och efter det GB-teorin (Government and Binding Theory).

### Minimalistiska programmet
År 1995 introducerade Chomsky ett nytt program för den generativa grammatiken med namnet Minimalistiska programmet. 
I det minimalistiska programmet finns grunden till teorin kvar men det innebär en strävan efter teoretisk och metodologisk förenkling genom att minimera språkteoretiska antaganden som inte går att motivera utifrån språkets form och innehåll. Till exempel omprövas det teoretiska antagandet om de två syntaktiska representationsnivåerna djupstruktur och ytstruktur och Chomsky för fram argument för att de är redundanta och inte i linje med programmets ekonomiska princip.

## Övriga ramverk för generativ grammatik

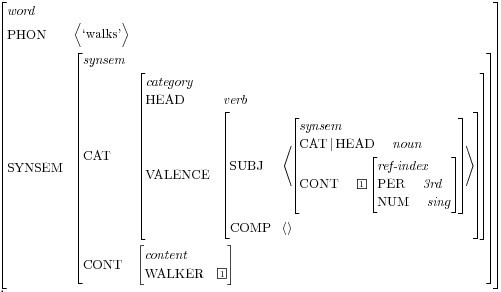
Head Driven Phrase Structure Grammar

Förutom Chomskys minimalistiska program finns andra teoretiska ramverk som räknas till den generativa grammatiken. Den generaliserade frasstrukturgrammatiken och lexikalisk funktionell grammatik utvecklades under 1970-talet och särskiljer sig genom att de förkastar antagandet om syntaktisk förflyttning. Lexikalisk funktionell grammatik utvecklades av en av Chomskys studenter, syntaktikern Joan Bresnan. Hennes kritik mot Chomskys syntaktiska teori rör bland annat att språkets lexikon inte inbegrips. Head-driven phrase structure grammar (HPSG) är en annan syntaktisk teori inom generativ grammatik som inte erkänner härledning och syntaktisk förflyttning.